# Schachclub Forchheim
Der Schachclub Forchheim e. V. ist ein deutscher Schachverein mit Sitz in Forchheim. Er hat ca. 120 Mitglieder, verfügt über vier Herren- und drei Jugend-Mannschaften. Die erste Mannschaft trat in zwei Spielzeiten in der Schachbundesliga an.

## Geschichte
Seit 1878 wird in Forchheim organisiert im Verein Schach gespielt, zuerst im bürgerlichen „Schachklub Forchheim“, der von 1878 bis 1906 nachweisbar ist, dann mit einer großen Lücke wieder ab 1946 in der „Schachabteilung des VfB Forchheim“ (1946–1972) und in der „Schachabteilung der SpVgg Jahn Forchheim“ (1972–1977).
Ein „Arbeiterschachclub“ existierte von 1921 bis 1933, schließlich 1966 bis 1993 eine „Schachabteilung des ATSV Forchheim“.
Erst 1977 kam es zur Gründung eines eigenständigen „Schachclub Forchheim“. Damals schlossen sich im Gasthaus „Zur Sonne“ in Buckenhofen 16 Schachenthusiasten unter dem Gründungsvorsitzenden Helmut Bartsch zusammen. Man spielte in den ersten Jahren in der Bezirksliga I und gelangte 1980 für drei Spielzeiten in die Regionalliga. Nach zwei Abstiegen fand man sich 1984 in der Bezirksliga II wieder.
Erst 1985, als Berthold Bartsch, der Sohn des Gründungsvorsitzenden, das Amt des Vorsitzenden übernahm, ging es sowohl quantitativ als auch qualitativ aufwärts mit dem SC Forchheim. Binnen fünf Jahren gelangen vier Aufstiege über die Bezirksliga I, die Regionalliga Nordost und die Landesliga Nordbayern in die Oberliga Bayern. Dort blieb man bis zum Aufstieg in die 2. Bundesliga Ost 1993, in der man sich seitdem fast durchgehend halten konnte. Zweimal, in den Jahren 2002/03 und 2012/13 spielte der SC Forchheim sogar in der 1. Bundesliga, hatte dort aber wenig Chancen. 
2007 stieg der SC Forchheim in die Oberliga Bayern ab, aber bereits ein Jahr später gelang der Wiederaufstieg in die 2. Bundesliga. Nach 23 Jahren an der Spitze schied Berthold Bartsch auf eigenen Wunsch aus dem Vorstand aus und wurde zum bisher einzigen Ehrenvorsitzenden ernannt. Nach dem erneuten Aufstieg in die 1. Bundesliga und dem direkt darauffolgenden Abstieg spielte der Schachclub Forchheim wieder in der 2. Bundesliga Ost. Im Jahr 2018 stieg der Verein als Achtplatzierter ab und zog sich in die viertklassige bayerische Landesliga Nord zurück.
Die bisherigen Vorsitzenden:
- 1977–1979: Helmut Bartsch
- 1979–1980: Hans Niedermaier
- 1980–1982: Helmut Bartsch
- 1982–1985: Walter Hüttl
- 1985–2008: Berthold Bartsch
- 2008–2012: Udo Güldner (Rücktritt)
- seit 2012: Manfred Heidrich

## Jugendschach
Bis 2011 organisierte der SC Forchheim ein großes offenes Jugendturnier.

## Damenschach
In den Jahren 1998 bis 2000 hatte man auch eine erfolgreiche Damenmannschaft, die zuerst in der Bayernliga, dann in der Regionalliga spielte und beinahe die 2. Bundesliga erreichte. Sie löste sich auf Grund beruflichen Wegzuges ihrer Mitglieder auf.

## Sportliche Erfolge
Bis 1990 erfolgte der Aufstieg in die Oberliga Bayern. 1993 gelang der Aufstieg in die 2. Bundesliga, wo sich der Verein mit Ausnahme der Saison 2007/2008 halten konnte. in der Saison 2002/2003 spielte Forchheim in der 1. Bundesliga.
In der Saison 2011/12 wurde der Verein hinter dem Erfurter SK Vizemeister der 2. Bundesliga Ost, stieg wegen des Aufstiegsverzichts des Erfurter SK jedoch in die 1. Bundesliga auf.
Der Jugendmannschaft U12 gewann 2007 die Deutsche Meisterschaft. Daneben errang der Nachwuchs die Bayerische U12-Meisterschaft 2009 und die Bayerische U14-Meisterschaft 2009. 2012 und 2013 wurde die U20-Jugendmannschaft Bayerischer Meister. 2009 wurde die U14-Jugend Deutscher Vize-Meister. 2013 erreichte die U20-Jugendmannschaft den 3. Platz bei der Deutschen Meisterschaft. 2015 wurde die U20-Jugendmannschaft erneut Bayerischer Meister und qualifizierte sich damit für die Deutsche Meisterschaft am Jahresende, wo sie den achten Platz belegte. 2017 wurde die U20-Mannschaft Vizemeister hinter Bavaria Regensburg.  
Im Jahr 2011 wurde Léon Mons deutscher U16-Meister. 2014 wurde Florian Ott deutscher U18-Meister.

## Spiellokal
Zurzeit spielt der Schachclub Forchheim im Haus des Handwerks Forchheim. Dort finden fast alle Trainings- und Vereinsabende statt. Die Kämpfe der ersten Mannschaft werden meist im Rathaus der Stadt Forchheim ausgetragen.

## Bekannte Spieler
- Großmeister
  - Vlastimil Jansa
  - Miloš Jirovský
  - Michael Prusikin
  - Léon Mons
- Internationale Meister
  - Milan Orság